# Xyris difformis
Xyris difformis là một loài thực vật hạt kín trong họ Hoàng đầu. Loài này được Chapm. miêu tả khoa học đầu tiên năm 1860.